# Иеремия III (патриарх Константинопольский)
Патриа́рх Иереми́я III (греч. Ιερεμίας Γ΄; ум. октябрь 1735, Великая Лавра, Афон) — епископ Константинопольской православной церкви, патриарх Константинопольский.

## Биография
Родился между 1650 и 1660 годами на острове Патмос. Там же был рукоположён в сан священника. Служил священником на острове Халки, а затем в Митрополии Кесарии Каппадокийской.
В ноябре 1707 года стал митрополитом Кесарии Каппадокийской, сменив призванного на Константипольскую кафедру Киприана.
23 (25) марта 1716 года избран патриархом Константинопольским.
В начале своего правления патриарх Иеремия попытался ввести некоторые изменения в порядок соблюдения Петровского поста. Согласно мнению греческого историка Афанасия Комнина-Ипсиланти, в 1719 году некоторые жители Фанара начали нарушать Петровский пост. Патриарх Иеремия решил добиться того, чтобы и нарушители поста, которые только сокращали его продолжительность, не порицались, и строго постившиеся успокоились. Он созвал Собор в Константинополе и предложил принять постановление о том, чтобы впредь Петровский пост имел определенную продолжительность, как и другие церковные посты, а именно не более 20 дней. На Соборе помимо некоторых архиереев и клириков Константипольского Патриархата присутствовал патриарх Иерусалимский Хрисанф (Нотара). Принятию решения Иеремии о посте помешали его противники из народа — главным образом продавцы рыбы и сыровары. Заинтересованные в деле с коммерческой точки зрения, они собрались у здания патриархии и начали громко кричать, что архиереи хотят исказить христианскую веру. Этот протест подействовал на участников Собора, и, несмотря на согласие с предложением патриарха, они не приняли решения о посте.
Десятилетнее патриаршество Иеремии было самым долгим периодом непрерывного правления одного иерарха в XVIII веке, притом что османские власти практиковали частую смену даже предстоятелей Константинопольской Церкви. Помимо этого Иеремии удалось справиться с двумя попытками свергнуть его, вероятно по обвинению в поддержке Российской империи: 1 января 1718 Митрополит Прузский Кирилл был избран новым патриархом, но Иеремия вернулся на престол уже 17 января; в 1720 он был арестован и его соперник, предыдущий Патриарх Кирилл IV, правил с 10 по 22 января, когда был возвращен Иеремия.
В 1718 года русский царь Пётр I в письме спрашивал мнение патриарха Иеремии по поводу признания действительности крещения протестантов. Иеремия, опираясь на решение своего предшественника патриарха Киприана в отношении католиков, признал, что протестанты, перешедшие в Православие, нуждаются не в перекрещивании, а только в миропомазании (если они не проходили конфирмацию ранее).
Однако после того как принятие унии с Римом внесло раскол в Антиохийский Патриархат, Патриарх Иеремия вместе с остальными восточными патриархами в 1722 года осудил «заблуждения латинян».
В 1721 году Пётр I обратился к Иеремии и другим восточным патриархам с ходатайством о признании ими Святейшего Синода как руководящего органа Русской Православной Церкви вместо института патриаршества. В конце 1723 года Константинопольский и Антиохийский патриархи особой грамотой признали Святейший Синод своим «во Христе братом», обладающим равным патриаршему достоинством.
После того как мелькиты в Дамаске избрали прозападного Кирилла Танаса новым патриархом Антиохийским, Иеремия объявил эти выборы недействительным, отлучил его от Церкви, и назначил молодого монаха Сильвестра новым патриархом. 8 октября 1724 года возглавил архиерейскую хиротонию Сильвестра.
Иеремия был окончательно свергнут на 19 ноября 1726 после его конфликта с правителем Молдавии Григорием II Гикой, возникшем из-за отказа патриарха Иеремии предоставить развод брату Гики, и был сослан на гору Синай.
В 1732 году Иеремия был возвращён из ссылки и 15 сентября 1732 года избран патриархом Константинопольским во второй раз.
Но уже в марте 1733 года ушёл на покой так как страдал от паралича, после чего удалился на Афон в Великую Лавру, где скончался в октябре 1735 года.